# Landschaftsschutzgebiet Bekow
Koordinaten: 53° 27′ 4″ N, 11° 11′ 56″ O
Das Landschaftsschutzgebiet Bekow liegt auf dem Gebiet der Stadt Hagenow im Landkreis Ludwigslust-Parchim in Mecklenburg-Vorpommern.
Das 640 ha große Gebiet, das mit Verordnung vom 10. März 1997 ausgewiesen wurde, erstreckt sich nördlich der Kernstadt Hagenow. 
Am westlichen Rand des Gebietes verläuft die Landesstraße L 04 und am östlichen Rand die B 321. Durch das Gebiet hindurch fließt die Schmaar, ein rechter Nebenfluss der Sude.